# La Thuile
För andra betydelser, se La Thuile (olika betydelser).
La Thuile är en ort och kommun i nordvästra hörnet av Italien. Kommunen ligger i Aostadalen och hade 783 invånare år 2017. Italienska och franska är officiella språk. Staden anordnade alpina världscuptävlingar i februari 2016 och den 29 februari 2020; tävling skulle ha hållits även den 1 mars men blev inställd på grund av dåligt väder.